# Wydawnictwo Uniwersytetu Ekonomicznego w Krakowie
Wydawnictwo Uniwersytetu Ekonomicznego w Krakowie – naukowe wydawnictwo uniwersyteckie. Wydaje książki głównie z zakresu ekonomii, zarządzania, towaroznawstwa, a także innych dyscyplin naukowych okołoekonomicznych (m.in. matematyka, informatyka, historia gospodarcza, filozofia, socjologia, prawo, psychologia, języki obce – biznesowe). Wydawnictwo wydaje w ciągu roku około 100 tytułów.

## Oferta wydawnicza
- wydawnictwa zwarte:
  - monografie
  - podręczniki akademickie
  - materiały z konferencji naukowych
- wydawnictwa ciągłe:
  - „Argumenta Oeconomica Cracoviensia” (AOC)
  - w latach 1994-2010 „Emergo” – Journal of Transforming Economies and Societies – Strona internetowa „EMERGO” (obecnie połączone z „AOC”)
  - Zeszyty Naukowe UEK (dawniej: Zeszyty Naukowe – Prace z zakresu różnych dyscyplin), (ISSN 0208-7944)
  - Zeszyty Naukowe UEK – seria specjalna „Monografie” (Rozprawy Habilitacyjne) (ISSN 0209-1674)
  - Studia i Prace Uniwersytetu Ekonomicznego w Krakowie
  - Studia i Prace Wydziału Ekonomii i Stosunków Międzynarodowych UEK
  - Monografie – Prace Doktorskie
  - Rector’s Lectures